# Rick Mount
Richard Carl Mount (ur. 5 stycznia 1947 w Lebanonie) – amerykański koszykarz występujący na pozycjach rozgrywającego lub rzucającego obrońcy, mistrz ABA.
W 1966 został wybrany najlepszym zawodnikiem szkół średnich stanu Indiana (Indiana Mr. Basketball) oraz w skali całego kraju (USA Basketball Yearbook Player of the Year).

## Osiągnięcia
Na podstawie, o ile nie zaznaczono inaczej.
NCAA
- Wicemistrz NCAA (1969)
- Mistrz sezonu regularnego konferencji Big 10 (1969)
- Laureat nagrody Big Ten Silver Basketball (1969, 1970)
- Zaliczony do:
  - I składu:
    - All-American (1969, 1970)
    - NCAA Final Four (1969)[2]
    - Big 10 (1968–1970)

  - II składu All-American (1968 przez United Press International)
  - III składu All-American (1968 przez Associated Press, NABC)

ABA
- Mistrz ABA (1972)
- Wicemistrz ABA (1973, 1974)

Inne
- Zaliczony do:
  - Akademickiej Galerii Sław Koszykówki (2017)
  - Galerii Sław Koszykówki stanu Indiana (1992)